# Vendla Johansson
Vendla Johansson, tidigare Karlsson, född 15 maj 1871 i Södra Ljunga församling i Kronobergs län, död 21 september 1968 i Göteryds församling i Kronobergs län, var en vissångerska från Delary i Småland.
Matts Arnberg gjorde under sina inspelningsresor en inspelning av Vendla år 1957. Även Gertrud Sundvik gjorde inspelningar samma år. Tack vare främst dessa två finns hennes röst bevarad.
Vendla var 1959 med i Lasse Holmqvists programserie På luffen.